# 七つの海 (みんなのうた)
「七つの海」（ななつのうみ）は、日本の歌。2013年12月 - 2014年1月、NHKの音楽番組「みんなのうた」で放送された。

## 概要
作詞・作曲：彩、編曲：SWAMPS、井上一平
2013年12月4日に発売された彩のデビューシングル曲であり、「今日を、今を、精いっぱい生きる事で、私たち一人ひとりの夢が叶い、世界が幸せで満ち溢れるように」というメッセージが込められている。
映像は第3作目となる坂本サクが制作したアニメーションであり、七色に輝く帆船が、不思議な旅をするという幻想的な世界を描いている。
『みんなのうた』では、5分間1曲枠で放送された。
初回放送から2か月後の2014年2月 - 3月に「みんなのうたお楽しみ枠」で再放送され、その後も2016年12月10日、2017年1月14日、2020年4月3日、5月1日・29日に「みんなのうたリクエスト」でも再放送された。
2017年に発売されたアルバム「First color」にも収録され、その初回限定版には番組で使用された映像（字幕なし）が収録されたDVDも付けられた。